# Diane Audrey Ngako
Diane Audrey Ngako, née le 6 septembre 1991 à Douala, Cameroun, est une femme d’affaires camerounaise. Elle est présidente et fondatrice d'Omenkart Group et partage sa passion pour l’art contemporain, sa maison d’édition : Baköu et son podcast Si Maman M’avait dit. 

## Biographie

### Carrière
Parallèlement à ses études, elle a commencé sa carrière en 2012 chez Africa Numéro 1 où elle parlait culture. La même année, elle devient responsable éditoriale de Roots Magazine, un magazine papier consacré à la culture afro-caribéenne, distribué en Île de France et présent en ligne. En 2014, elle lance Visiter l’Afrique, une plateforme numérique collaborative destinée à la promotion du tourisme africain, une première en Afrique et sur la diaspora. Très rapidement la plateforme une communauté de plus de 400.000 abonnés.
En 2014, elle rejoint la rédaction du journal Le Monde en amont de la création du Monde Afrique sous l'impulsion de Serge Michel. Elle traite principalement de sujets autour de l'entrepreneuriat, de la jeunesse africaine, de la diaspora et des nouvelles technologies. En 2015, elle intègre l’équipe du Journal télévisé TV5 Monde en tant que chroniqueuse. Après 5 années dans le milieu des médias en France, Diane Audrey Ngako décide de rentrer s’installer au Cameroun, son pays d’origine.
En 2016, elle décide de retourner au Cameroun, son pays d’origine et s’installe à Douala. En février 2017, elle fonde Omenkart, une agence conseil en communication et marketing basée entre Douala et Abidjan,. En 2018, elle organise la première foire d'art contemporain Douala Art Fair, un évènement qui réunit les acteurs du monde culturel et artistique de la sous-région Afrique centrale.
En 2019, elle organise la première édition du Douala Digital Show, une marketplace pour les entreprises digitales au Cameroun. La troisième édition du Douala Digital Show s'est tenue en décembre 2022.
En 2020, elle Co-fonde The Okwelians, un Think Do Tank de femmes et d'hommes désireux de promouvoir, par le leadership éthique, une culture d'innovation sociale au Cameroun. La même année, elle lance le podcast «Si maman m’avait dit», une série qui donne la paroles aux hommes et femmes afin de briser des tabous,.

### Distinctions
2016 - Forbes 30 under 30
2017 - Mandela Washington Fellow
2019 - Nouveaux Leaders Du Futur - Crans Montana Forum
2021-2022 - Young Leaders - French African Foundation

### Engagements associatifs
Diane Audrey Ngako s'engage pour la place des femmes dans la société camerounaise. Elle participe à la naissance de plusieurs associations, événements ou sites Internet chargés de promouvoir les femmes. Elle est cofondatrice et directrice de la communication de The Okwelians où elle s'intéresse à la place des femmes au sein de l'arène politique.